# Mississippinældetræ
Mississippinældetræ (Celtis laevigata) er et middelstort, løvfældende træ, der hører hjemme i Nordamerika. 
Mississippinældetræet kan nemt forveksles med amerikansk nældetræ (C. occidentalis). Mississippinældetræet har smallere blade, der er blødere på oversiden. De to arter kan også skelnes på habitat: i de områder, hvor arterne begge findes, vokser det amerikanske nældetræ højere oppe, mens mississippinældetræet vokser i lavereliggende områder. 

## Økologi
Bladene er føde for en række insekter, fx larver af møl-arten Automeris io.
Træet blomstrer i maj og har orange, gule eller mørkerøde frugter på 0,6 cm.
Førnen fra træet indeholder allelopatiske kemikalier, der hæmmer frøspiring og trivsel i mange andre plantearter.

## Hjemsted
Arten vokser langs vandløb og i blødt jord på flodsletter. Udbredelsesområdet er i det sydøstlige USA vestpå til Texas og det nordligøstlige Mexico. Desuden vokser træet på Bermuda.

## Kultivering og anvendelse
Veddet fra mississippinældetræet bruges til tømmer, der især anvendes til møbelproduktion. Det lyse ved kan tilføjes en lys- eller mellembrun finish, som hos andre træsorter kun kan opnås ved blegning. Træet bruges også til at fremstille sportsartikler og krydsfiner.
Træet plantes ofte som skyggetræ. Det trives fint i bymæssige områder, og dets elmeagtige form og vortede bark gør det velegnet til formning af landskaber.

| Portal | Portal:Botanik |